# Hughenoți
Hughenoții au fost calviniștii francezi. Termenul francez huguenot este derivat din germanul Eidgenosse, "confederat". Organizați în comunități independente sub autoritatea unui sinod național în 1559, hughenoții au creat un aparat administrativ și militar prin care au devenit un corp autonom în cadrul Regatului Franței, deseori în conflict cu puterea monarhică. În anul 1572 zeci de mii de hughenoți au căzut victime masacrului din Noaptea Sfântului Bartolomeu.
În urma războaielor religioase care i-au opus puterii de stat, hughenoții au reușit să obțină libertatea de cult, locuri în parlament și cca. 100 de fortărețe, printre care La Rochelle, Cognac, La Charité și Montauban (Edictul din Nantes al lui Henric al IV-lea, 1598).
Puterea militară hughenotă a fost desființată apoi de Cardinalul Richelieu (cucerirea orașului La Rochelle, 1628); Ludovic al XIV-lea a completat acțiunea de consolidare a monarhiei și de restaurație catolică deplină (revocarea Edictului de la Nantes, 1685), obligând numeroase comunități de hughenoți să emigreze în țări protestante.
Astfel s-au așezat la Berlin ca. 15.000 de hughenoți, care în anul 1700 formau peste 20% din populația orașului. Așezarea hughenoților la Berlin a dus la dezvoltarea economică și culturală a orașului. Imigrarea hughenoților în Brandenburg a fost permisă prin Edictul de la Potsdam (1685).

## Personalități
- Theodor Fontane (1819-1898), scriitor german
- Anghel Saligny (1854-1925), inginer constructor român
- Lothar de Maizière (n. 1940), primul premier al Germaniei de Est ales liber
- Thomas de Maizière (n. 1954), ministru federal de interne